# Hohenkirchen (Espenau)

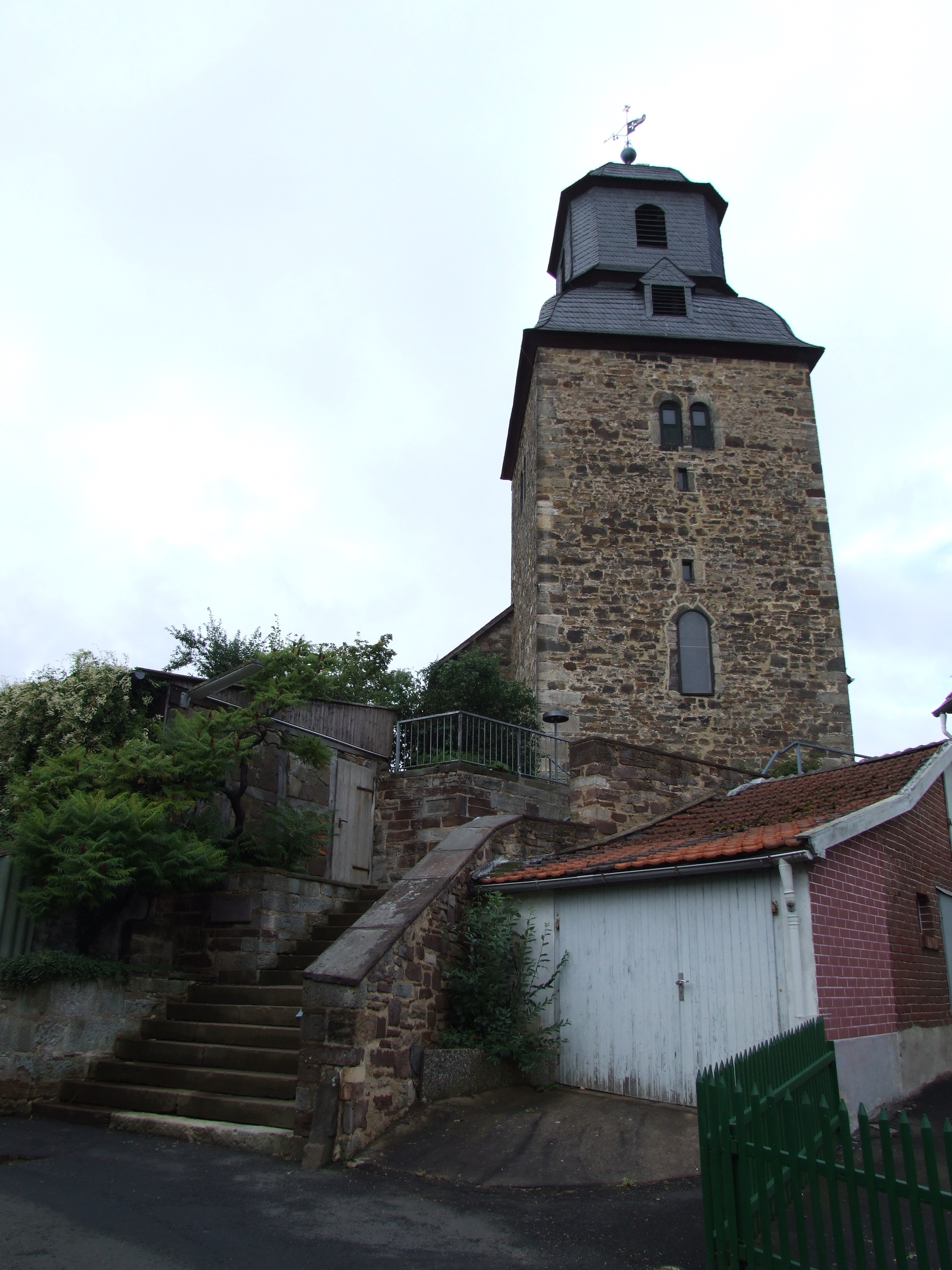
Evangelische Kirche

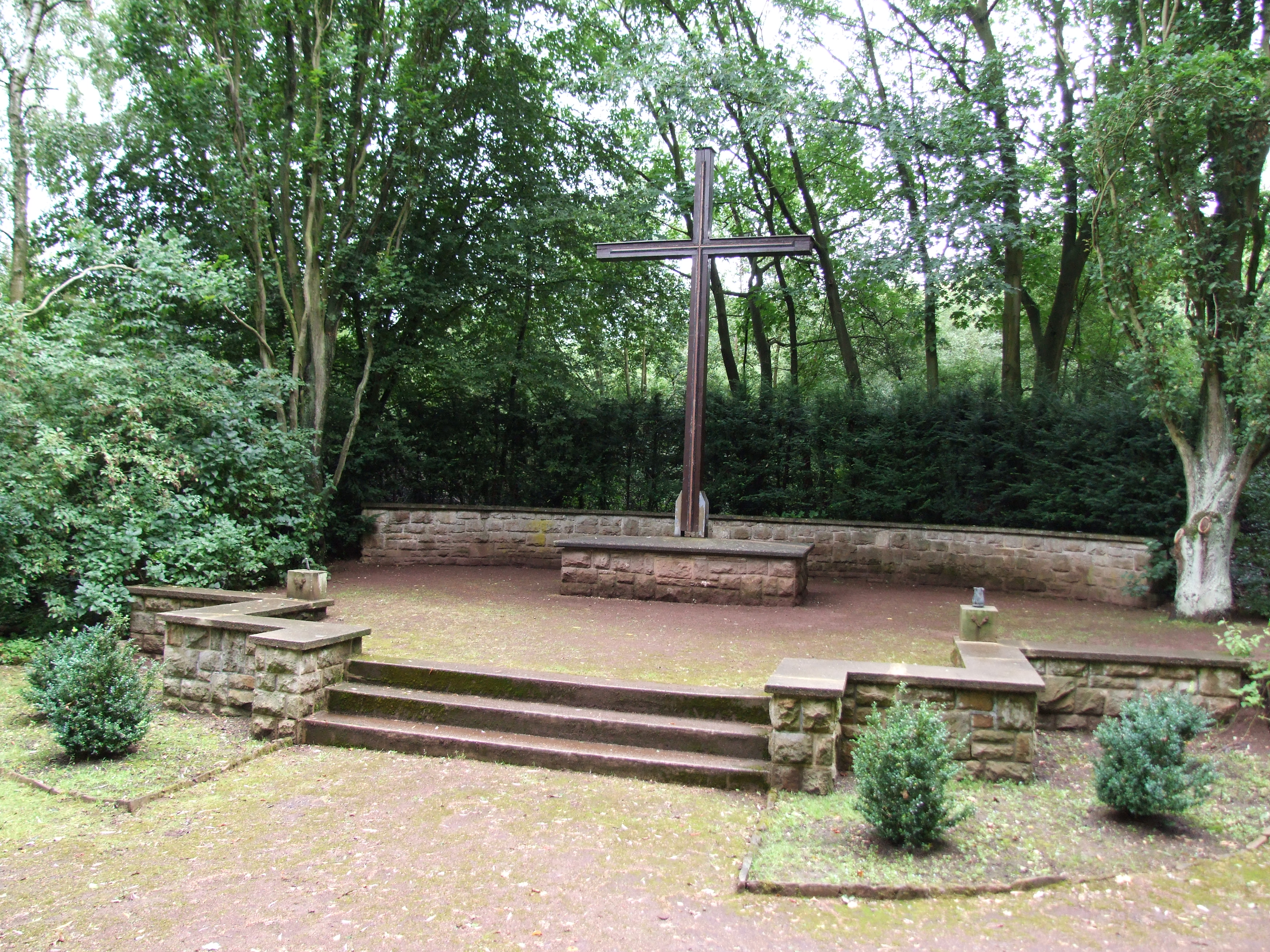
Vertriebenen-Gedenkstätte

Hohenkirchen ist ein Ortsteil der Gemeinde Espenau im nordhessischen Landkreis Kassel in Hessen und Sitz der Gemeindeverwaltung.

## Geographische Lage
Hohenkirchen liegt etwas nördlich von Vellmar zwischen dem Habichtswald im Südwesten und dem Reinhardswald im Nordosten. Südwestlich vorbei am Dorf fließt der Oberlauf der Espe. Am Nordrand von Hohenkirchen erstreckt sich eine Teichanlage mit dem Ursprung der Esse, die das Dorf nördlich in Ost-West-Richtung verlaufend passiert.
Durch Hohenkirchen führt die Landesstraße 3386 (Vellmar–Hohenkirchen–Immenhausen), von der die Kreisstraße 34 (Hohenkirchen–Mönchehof–Schäferberg) zur B 83 führt. Westlich des Dorfs verlaufen die Bahnstrecke Kassel–Warburg (mit Halt im benachbarten Espenauer Ortsteil Mönchehof) und die Bundesstraße 83.

## Geschichte
Hohenkirchen wird im Jahre 1285 erstmals urkundlich erwähnt. Eine Besiedlung hat sicherlich schon früher stattgefunden, denn um 1150 wurde an der Stelle, an der jetzt die evangelische Kirche steht, bereits eine erste Kapelle erbaut. Hiervon zeugt noch ein Tympanon an der jetzigen Kirche.
Am 1. Dezember 1970 wurde die Gemeinde Espenau durch den freiwilligen Zusammenschluss der bisher selbständigen Gemeinden Hohenkirchen und Mönchehof neu gebildet.

## Kultur und Sehenswürdigkeiten
Für die unter Denkmalschutz stehenden Kulturdenkmäler des Ortes siehe Liste der Kulturdenkmäler in Hohenkirchen.

### Bauwerke
- neben der evangelischen Kirche, einer Wehrkirche aus dem 14. Jahrhundert, auch eine katholische Kirche (Maria Königin), die Filialkirche von Immenhausen ist, und
- eine Gedenkstätte für Vertriebene auf dem Bringelsberg (289,4 m ü. NN).

- Die evangelische Kirche von Hohenkirchen ist an der Stelle einer Kapelle aus der Mitte des 12. Jahrhunderts auf dem Kirchberg gebaut worden. Wie alt das Gotteshaus in Hohenkirchen genau ist, ist nicht überliefert. Einige Anzeichen deuten darauf hin, dass die Kirche bereits um das Jahr 1150 bestand. Seitdem wurde sie mehrfach baulich verändert. 1691 war an die Nord- und Südseite der Kirche angebaut worden. Im Jahr 1825 wurde der Friedhof an die Kirche geschlossen. Ein Anbau auf der Nordseite wurde 1967 auf einem früheren stillgelegten Friedhof errichtet.[3] Das Ostfenster der Kirche schmückt seit 1887/88 eine künstlerische Verglasung mit der Darstellung „Christus vor der Tür“ von der damals in Marburg ansässigen Glasmaler-Werkstatt K.J. Schultz.[4]

### Skelettfund
Im Juni 2014 wurden bei Bauarbeiten zahlreiche Gebeine in der Evangelischen Kirche entdeckt. In einem Anbau des Gotteshauses wurden die Skelette von 40 bis 45 Menschen gefunden. Sie ruhten in Gräbern, über denen in den 1960er-Jahren ein Anbau errichtet wurde. Nur acht Skelette lagen wie in einem Grab nach Osten ausgerichtet, alle anderen Schädel und Körperknochen gehäuft an einer Stelle. Mitarbeiter einer Fachfirma hatten den Betonboden im Keller aufgestemmt und dabei die Gebeine gefunden. Die Gebeine wurden am 28. Juni 2014 umgebettet und auf dem Friedhof in Hohenkirchen in einem Gemeinschaftsgrab beigesetzt.

## Infrastruktur
In Hohenkirchen gibt es
- eine Grundschule, die Brüder-Grimm-Schule,
- den Kindergarten Sonnenhang

## Ehrenbürger
- 1895 Otto von Bismarck (1815–1898), Reichskanzler

## Söhne und Töchter des Ortes
- Conrad Schröder (1854–1923), Bürgermeister und Mitglied des Provinziallandtages der Provinz Hessen-Nassau